# Oxalis medicaginea
Oxalis medicaginea är en harsyreväxtart som beskrevs av Carl Sigismund Kunth. Oxalis medicaginea ingår i släktet oxalisar, och familjen harsyreväxter. Inga underarter finns listade i Catalogue of Life.